# Handschriftherkenning
Handschriftherkenning is het automatisch digitaliseren van de inhoud van handgeschreven tekst. Dit kan gaan om handgeschreven tekst die werd gecreëerd met een schrijftablet (online), maar ook geschreven op materiaal zoals papier (offline). Bij offline herkenning moet het document worden gedigitaliseerd (met behulp van een camera, scanner o.i.d.). Na de automatische herkenning kan de digitale tekst idealiter worden gebruikt om te bewerken in een tekstverwerker of tekstfragmenten te zoeken. 

## Online herkenning
Bij online herkenning van de handgeschreven tekst wordt gebruikgemaakt van een digitizer of pda. Een groot verschil bij online herkenning is dat de tekst hier realtime wordt ingegeven om te worden verwerkt. Hiervoor wordt gebruikgemaakt van:
- een stylus
- een  aanraakgevoelig oppervlak
- een softwareapplicatie die de bewegingen van de stylus op het oppervlak omzet naar data

Deze data kunnen daarna met behulp van de handschriftherkenningssoftware worden omgezet in een aanpasbare tekst.

## Offline herkenning
Documenten zoals pdf-bestanden en foto's kunnen met behulp van offline tekstherkenning worden omgezet naar bewerkbare bestanden. Het principe in vergelijking met online herkenning is dezelfde, het verschil ligt in het niet realtime binnenkrijgen van de tekst, maar werken met een in een bestand omgezette en volledig geschreven tekst. Men schrijft bijvoorbeeld een tekst op papier en scant die vervolgens in.
Enkele toepassingen:
- Deze technologie wordt vaak gebruikt door bedrijven die veel handgeschreven documenten verwerken
- Herkennen van de postcode op een enveloppe

## Betrouwbaarheid
Handschriftherkenning is momenteel het meeste van toepassing bij personal digital assistants (pda's). Het onderzoeksgebied van dit onderwerp is zeer nieuw: De eerste pda met handschriftherkenning was de Apple Newton (1992) maar de onbetrouwbare software zorgde ervoor dat deze geen commercieel succes was.
De doorbraak van handschriftherkenning bij andere platformen zoals desktop computers of laptops is nog niet echt aangebroken. Men is er nog steeds van overtuigd dat het toetsenbord een meer betrouwbare en snellere oplossing voor tekstinput is. Ook bij pda's vindt de meerderheid van gebruikers de handschriftherkenning te onbetrouwbaar.

## Verschillende toepassingen
- CalliGrapher (Newton OS)
- Go's Penpoint
- Graffiti (Palm OS)
- IBM's Pen
- Inkwell (Mac OS)